# Getande kaaszwam
De getande kaaszwam (Irpiciporus pachyodon) is een schimmel behorend tot de familie Polyporaceae. Hij leeft als een necrofiele parasiet en veroorzaakt witrot. Hij komt voor op Fagus, maar komt volgens de literatuur ook op eiken (Quercus).

## Kenmerken

### Uiterlijke kenmerken
De getande kaaszwam is een middelgrote, wit tot okerkleurige kaaszwam met een getand hymenium (soms zijn ook gaatjes aanwezig). De tandjes zijn tot 10 mm lang. Het is de enige kaaszwam met tandjes op de onderzijde en daardoor goed herkenbaar. De hoedjes zijn tot 5 cm breed maar meerdere vruchtlichamen kunnen dakpansgewijs vergroeid raken. Korstvormige(resupinate) vruchtlichamen zonder hoedjes komen ook voor. 

### Microscopische kenmerken
Microscopisch zijn de bijna ronde, dikwandige sporen (6-7 × 5-5,5 µm) kenmerkend. Verwarring is vooral mogelijk met Spongipellis delectans, die nog niet in Nederland is vastgesteld, maar ook veelvuldig voorkomt op beuk. Deze soort heeft doolhofvormige gaatjes die na verloop van tijd uiteenvallen in tandjes. 
De sporen komen vrij uit poriën, typisch voor polypore paddenstoelen. Naarmate de paddenstoel ouder wordt, breken de poriën af en lijkt het alsof het een tandzwam is.

## Verspreiding
De getande kaaszwam komt voor in Europa en Noord-Amerika. In Nederland komt hij zeldzaam voor. Hij staat op de rode lijst in de categorie 'Bedreigd'.

## Foto's

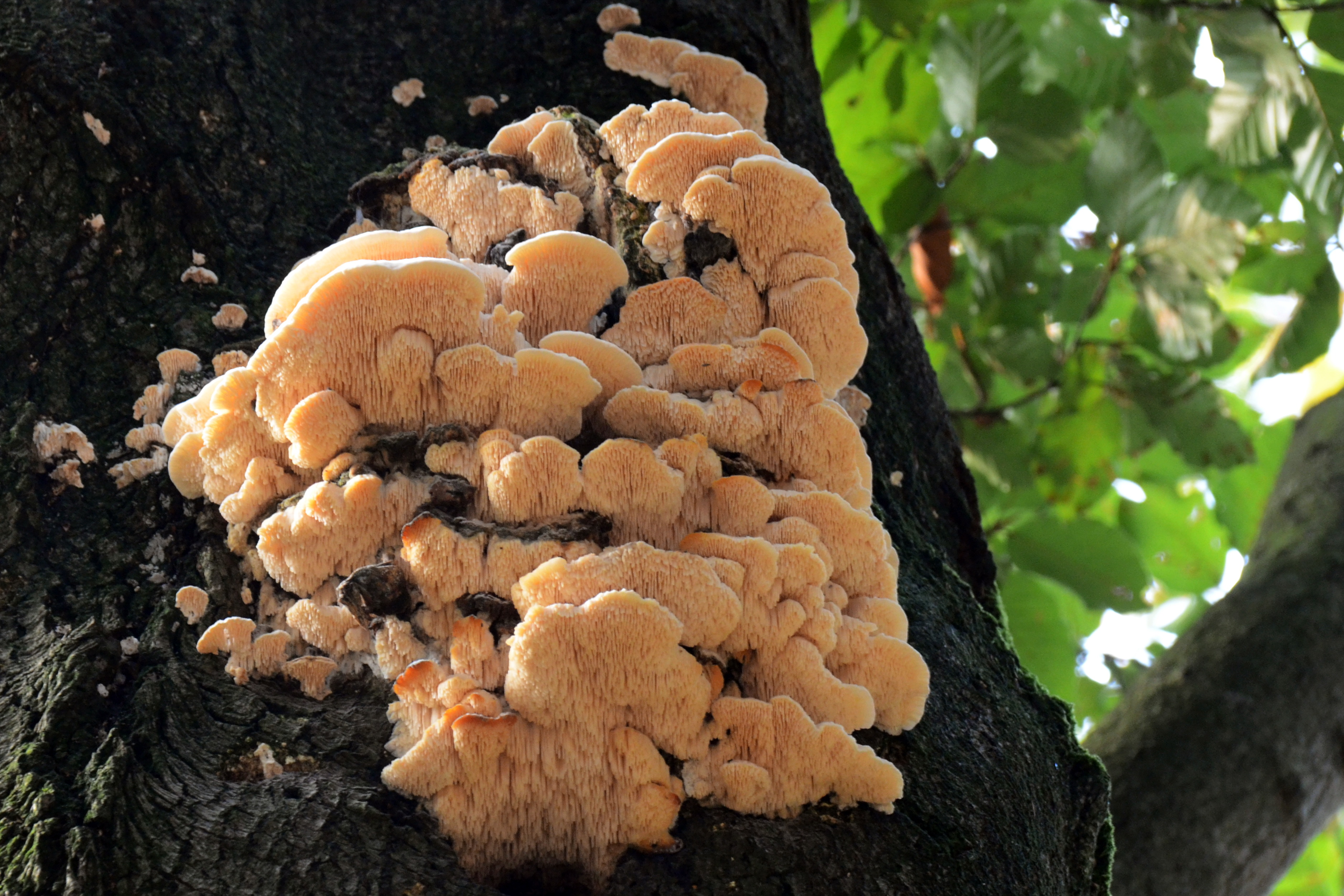
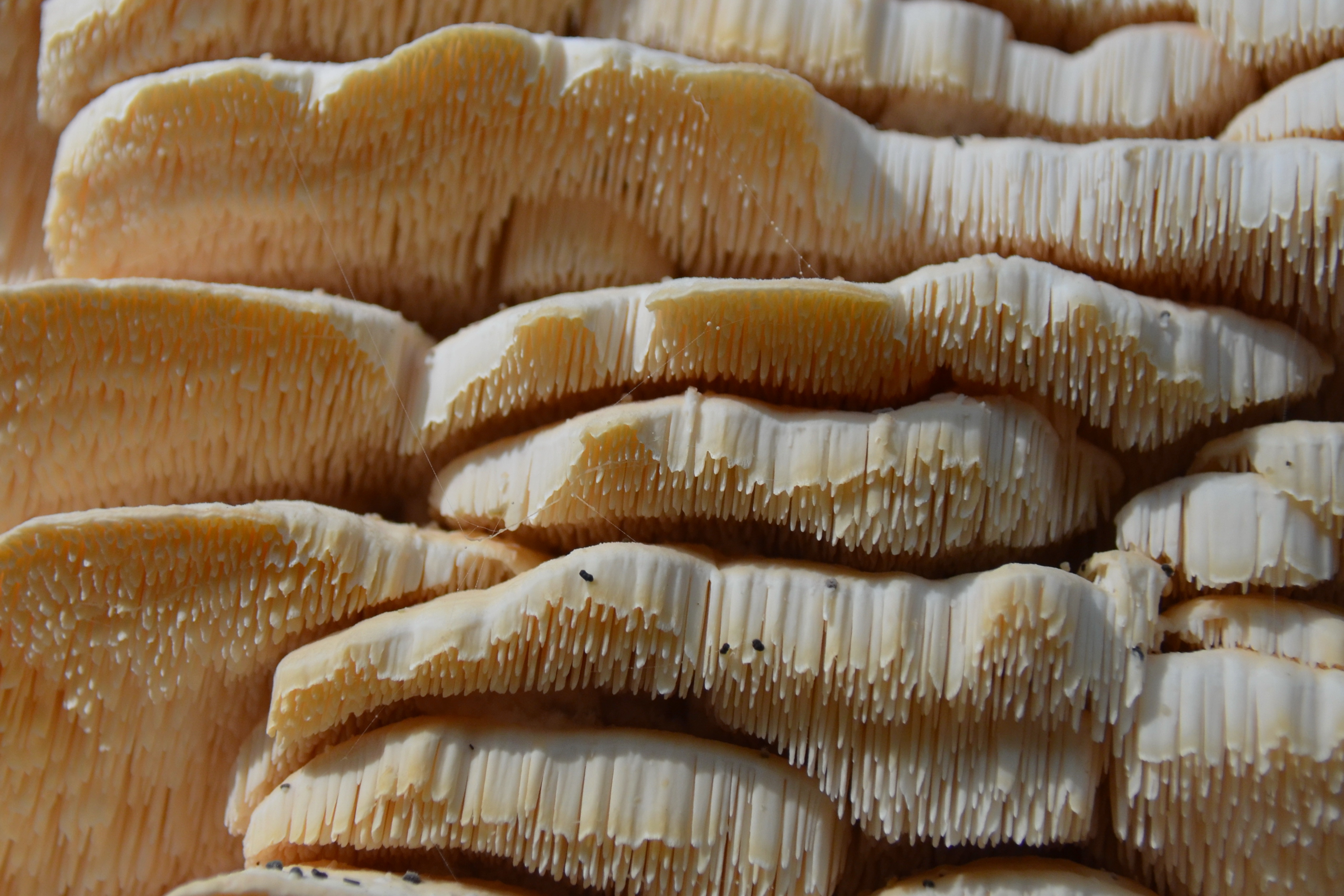
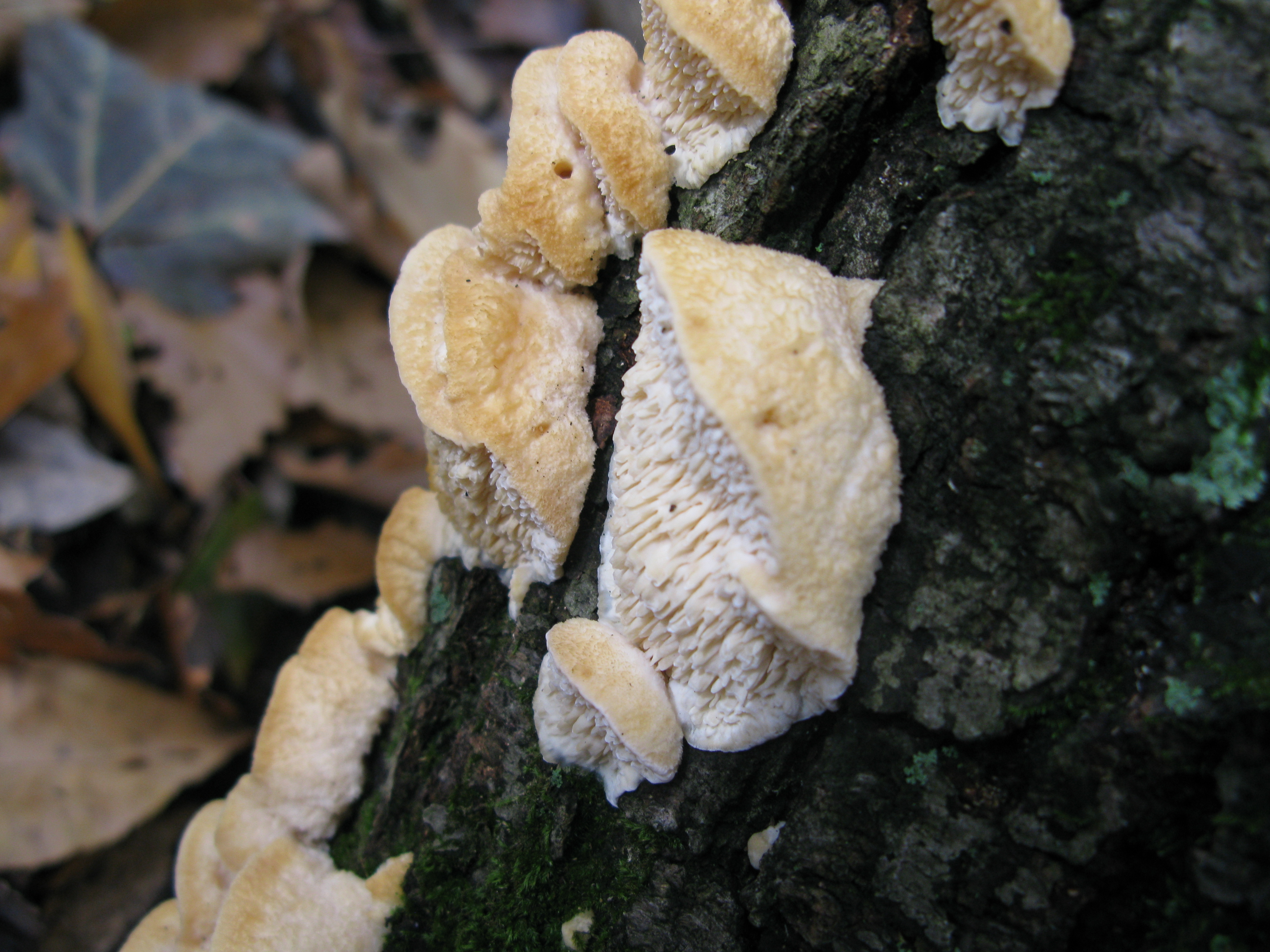